# Carmen Jones
 Carmen Jones és una pel·lícula musical estatunidenca d'Otto Preminger, estrenada el 1954 i basada en la comèdia musical Carmen Jones d'Oscar Hammerstein II, que va ser un dels grans èxits de Broadway el 1943. Ha estat doblada al català.
La música de la pel·lícula és en essència la de l'òpera Carmen de Georges Bizet, amb una re-orquestració jazz.

## Argument[2]

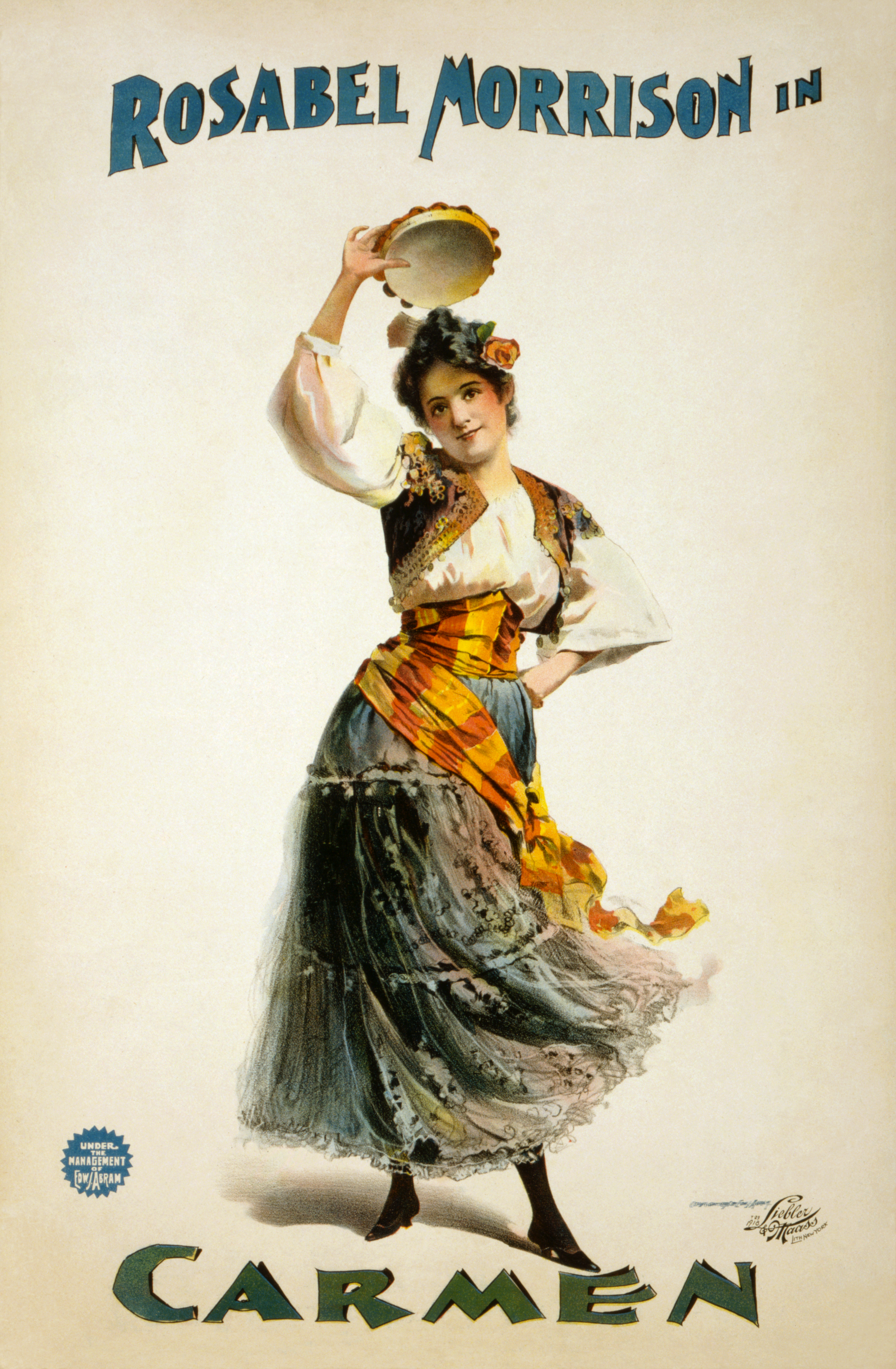
Poster d'una estrena americana de l'òpera de Bizet Carmen.

Carmen treballa en una fàbrica d'armament, durant la Segona Guerra Mundial, en una base de l'exèrcit americà i estant acostumada a manipular els homes al seu aire, assetja Joe, un jove soldat que pensa contreure matrimoni amb la innocent Cindy Lou i que no aconsegueix atrapar. Aprofitant una baralla de Carmen amb una companya de feina, el sergent Brown, a qui Joe no li és simpàtic, ordena al soldat que l'escorti fins a la presó, mentre fa creure la seva xicota que Joe s'ha presentat voluntari a aquesta missió…
Sucumbint al seu atractiu, Joe acompanya Carmen al seu barri on, després de matar un sergent enviat per fer-lo retornar, deserta de l'exèrcit. Carmen intenta ser fidel, però la narració de Frankie (Peal Bailey) fa que el soldat acabi a la presó. Llavors, Carmen troba Husky Miller, campió de boxa de pesos pesants i lluita per ella.

## Repartiment
- Dorothy Dandridge: Carmen Jones
- Marilyn Horne: Carmen Jones (veu cantada)
- Harry Belafonte: Joe
- LeVern Hutcherson: Joe (veu cantada)
- Olga James: Cindy Lou
- Pearl Bailey: Frankie
- Joe Adams: Husky Miller
- Marvin Hayes: Husky Miller (veu cantada)
- Nick Stewart: Dink Franklin
- Roy Glenn: Rum Daniels
- Diahann Carroll: Myrt
- Brock Peters: Sergent Brown
- Madame Sul-Te-Wan: l'àvia de Carmen
- Sandy Lewis: T-Bone

## Al voltant de la pel·lícula
L'acció se situa al sud profund dels Estats Units i tots els actors són negres. Els papers principals són vocalment duplicats per cantants d'òperes entre els quals la famosa cantant Marilyn Horne que aquí començava.
L'escena de l'òpera de Bizet que passa a l'amfiteatre de Sevilla és reemplaçada pel final del torneig de boxa professional dels pesos pesants a Chicago (amb la mateixa musica que a l'òpera).
Els drets han estat comprats per la Twentieth Century Fox Film Corporation el 1982.

## Llista de cançons
| Núm. | Títol                           | Cantants                          | Durada |
| ---- | ------------------------------- | --------------------------------- | ------ |
| 1.   | «Send Them Along»               | Cor                               |        |
| 2.   | «Lift 'Em Up an' Put 'Em Down»  | Cor de nens                       |        |
| 3.   | «Dat's Love»                    | Carmen                            |        |
| 4.   | «You Talk Jus' Like My Maw»     | Joe i Cindy Lou                   |        |
| 5.   | «Carmen Jones is Going to Jail» | Cor                               |        |
| 6.   | «Dere's a Cafe on de Corner»    | Carmen                            |        |
| 7.   | «Dis Flower»                    | Joe                               |        |
| 8.   | «Beat Out Dat Rhythm on a Drum» | Frankie                           |        |
| 9.   | «Stan' Up an' Fight»            | Husky Miller                      |        |
| 10.  | «Whizzin' Away Along de Track»  | Carmen, Frankie, Mert, Dink i Rum |        |
| 11.  | «There's a Man I'm Crazy For»   | Carmen, Frankie, Mert, Rum i Dink |        |
| 12.  | «Card Song»                     | Carmen, Frankie i Cor             |        |
| 13.  | «My Joe»                        | Cindy Lou                         |        |
| 14.  | «He Got His Self Another Woman» | Cindy Lou                         |        |
| 15.  | «Final Duet»                    | Carmen i Joe                      |        |
| 16.  | «String Me High on a Tree»      | Joe                               |        |

## Premis i nominacions

### Premis
- 1955: Léopard d'or al Festival de Locarno
- 1955: Os de bronze (Otto Preminger) al Festival de Berlin
- 1955: Globus d'Or a la millor pel·lícula musical o còmica

### Nominacions
- 1955: Palma d'or al Festival de Cannes
- 1955: Oscar a la millor actriu per Dorothy Dandridge[3]
- 1955: Oscar a la millor banda sonora per Herschel Burke Gilbert[3]
- 1956: BAFTA a la millor pel·lícula
- 1956: BAFTA a la millor actriu per Dorothy Dandridge